# Dichotomius provisorius
Dichotomius provisorius là một loài bọ cánh cứng trong họ Bọ hung (Scarabaeidae).